# 菊麿王妃範子
菊麿王妃 範子（きくまろおうひ のりこ、1878年〈明治11年〉12月4日 - 1901年〈明治34年〉11月11日）は、日本の皇族。山階宮菊麿王の先妃。旧摂家・九条道孝公爵の次女で、貞明皇后の同母姉。

## 略歴
1895年（明治28年）9月14日、菊麿王と結婚。菊麿王との間に武彦王、芳麿王、安子女王を儲けた。
1901年（明治34年）10月31日に第3子安子女王を出産するも、胎盤離脱困難と出血により急性脳貧血に陥る。11月1日午後8時頃より発熱（産褥熱）し、11月9日に脳症を併発すると、11月11日午前5時10分に心臓麻痺により薨去した。薨去に先立つ11月9日、勲一等宝冠章を授与されている。
11月16日午前10時に、明治天皇と皇后美子の御使として、宮内書記官の丹羽龍之助が山階宮邸へ遣わされ幣帛、神饌を供する。
11月17日午前9時、明治天皇の代拝として侍従の廣幡忠朝、皇后の代拝として権掌侍の北島以登、皇太子嘉仁親王の代拝として東宮侍従の大迫貞武、皇太子妃節子の代拝として東宮女官の吉見光子が、それぞれ山階宮邸に遣わされた。
午後1時に、山階宮邸を出棺し東京都文京区の豊島岡墓地で葬儀が行われる。
午後2時、明治天皇より侍従の廣幡忠朝、皇后より皇后宮亮の山内勝明、皇太子より東宮侍従の大迫貞武、皇太子妃節子より東宮職御用掛の錦小路在明が、それぞれ墓所に遣わされて玉串を供えた。午後5時30分に葬儀が終了した。

## 栄典
勲章等
| 受章年                     | 略綬 | 勲章名       | 備考 |
| -------------------------- | ---- | ------------ | ---- |
| 1895年（明治28年）12月10日 |      | 勲二等宝冠章 |      |
| 1901年（明治34年）11月9日  |      | 勲一等宝冠章 |      |